# The Chief Cook
The Chief Cook er en amerikansk stumfilm fra 1917 af Arvid E. Gillstrom.

## Medvirkende
- Billy West
- Bud Ross som Boggs
- Oliver Hardy som Babe
- Ellen Burford som Dolly
- Joe Cohen